# Australien i olympiska sommarspelen 1952
Australien deltog med 81 deltagare vid de olympiska sommarspelen 1952 i Helsingfors. Totalt vann de sex guldmedaljer, två silvermedaljer och tre bronsmedaljer.

## Medaljer

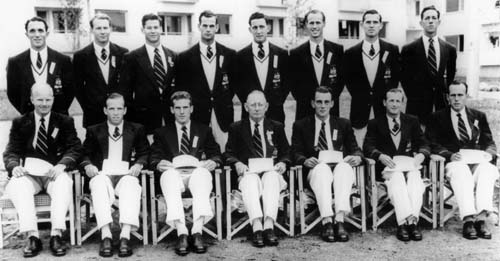
Det australiska roddlaget under sommarspelen 1952.

### Guld
- Lionel Cox och Russell Mockridge - Cykling, tandem.
- Russell Mockridge - Cykling, tempolopp.
- Marjorie Jackson - Friidrott, 100 meter.
- Marjorie Jackson - Friidrott, 200 meter.
- Shirley Strickland - Friidrott, 80 meter häck.
- John Davies - Simning, 200 meter bröstsim.

### Silver
- Lionel Cox - Cykling, sprint.
- Mervyn Wood - Rodd, singelsculler.

### Brons
- Shirley Strickland - Friidrott, 100 meter.
- Bob Tinning, Ernest Chapman, Nimrod Greenwood, David Anderson, Geoff Williamson, Mervyn Finlay, Edward Pain, Phil Cayzer och Tom Chessell - Rodd, åtta med styrman.
- Vern Barberis - Tyngdlyftning, 67,5 kg.